# Ipomoea tubiflora
Ipomoea tubiflora là một loài thực vật có hoa trong họ Bìm bìm. Loài này được Hook. f. mô tả khoa học đầu tiên năm 1847.